# Augochlora jamaicana
Augochlora jamaicana är en biart som beskrevs av Cockerell 1909. Augochlora jamaicana ingår i släktet Augochlora och familjen vägbin. Inga underarter finns listade.